# Condado de Worth (Missouri)
O Condado de Worth é um dos 114 condados do estado americano de Missouri. A sede do condado é Grant City, e sua maior cidade é Grant City. O condado possui uma área de 691 km² (dos quais 0 km² estão cobertos por água), uma população de 2 382 habitantes, e uma densidade populacional de 3 hab/km² (segundo o censo nacional de 2000). O condado foi fundado em 1861.